# Pop philosophie
La pop philosophie (ou pop’philosophie, selon la graphie d’origine) est une notion inventée par Gilles Deleuze durant les années 1970, qui connaît un regain d’intérêt au début du XXIe siècle sur la scène culturelle parisienne. Sa seule caractéristique stable consiste dans l’affirmation d’une connexion possible entre la philosophie et la « pop culture », entendue comme l’ensemble des productions culturelles de masse du monde contemporain. Mais la définition précise de cette articulation évolue largement entre les années 1970 et les années 2000. 

## L’idée de Deleuze
À l’origine de la notion de « pop’philosophie », il y a la publication de L'Anti-Œdipe par Deleuze et Guattari en 1972. L’idée d’une philosophie ou d’une analyse qui fût « pop » n’était au départ qu’un rêve pour Deleuze, qui souhaitait écrire un livre qui pût toucher immédiatement un public non spécialiste et essaimer à la manière de la « musique pop » de ces années-là, qui furent le théâtre d’adhésions collectives à la fois spectaculaires et spontanées, aussi diverses que Woodstock et Mai 68.

L’idée même de pop’philosophie ouvre donc une piste d’explication interne du succès rencontré par les publications deleuziennes et guattariennes hors du champ des spécialistes de la philosophie et de la psychanalyse. Ce rêve d’un effet immédiat et naïf des livres de philosophie trouve sa justification dans la pensée de Deleuze sur les intensités, comme le montre ce passage de la Lettre à un critique sévère, toujours à propos de L'Anti-Œdipe : 

« Ceux qui savent peu de choses, ceux qui ne sont pas pourris par la psychanalyse, ont moins de problèmes et laissent tomber sans souci ce qu’ils ne comprennent pas. C’est pour cette raison que nous avons dit que ce livre, au moins en droit, s’adresse à des types entre quinze et vingt ans. [...] on considère un livre comme une petite machine a-signifiante ; le seul problème est ‘’est-ce que ça fonctionne et comment ça fonctionne ?’’ [...] Cette autre lecture, c’est une lecture en intensité : quelque chose passe ou ne passe pas. Il n’y a rien à expliquer, rien à comprendre, rien à interpréter. C’est du type branchement électrique »

## Les reprises auXXIesiècle
Au départ du regain d’intérêt pour cette notion, il y a l'intérêt médiatique pour les ouvrages d'un jeune philosophe, Vincent Cespedes, avec un essai de philosophie sur la télé-réalité (I Loft You, Mille et Une Nuit, 2001, sur Loft Story), un autre sur les violences urbaines (La Cerise sur le Béton. Violences urbaines et libéralisme sauvage, Flammarion, 2002), et surtout Je t'aime. Une autre politique de l'amour (Flammarion, mars 2003), ouvrage de 500 pages à propos duquel Robert Maggiori écrira dans Libération : « Je t'aime repose aussi sur une autre base : un "postulat désirant" qui le fait pop-philosopher ». 
En novembre 2003, un collectif de jeunes philosophes proches d’Alain Badiou publient un recueil d’études consacrées à la dimension métaphysique du film américain à grand succès Matrix, qui est lui-même tissé de références philosophique plus ou moins explicites. 
On voit ensuite éditer une série de livres de philosophie consacrés au cinéma commercial ou au rock, comme ceux de la collection « Philosophie et cinéma » fondée chez Vrin par Éric Dufour ou l'ouvrage Rock'n philo, de Francis Métivier. Paraissent aussi des ouvrages plus difficiles à cerner, comme les collectifs Fresh Théories, liés aux expositions d'art contemporains du Palais de Tokyo et faisant l'éloge du recyclage culturel, ou encore l'entretien Pop philosophie de Mehdi Belhaj Kacem, un philosophe qui voit dans « l'actrice de cinéma » le point aveugle du structuralisme lacanien.
En 2009, Jacques Serrano, qui œuvre depuis des années à une confrontation de l'art et de la théorie[réf. nécessaire], crée à Marseille une manifestation annuelle qui articule son combat de longue haleine au jeune mouvement parisien : la « Semaine de la pop philosophie ». L’expression « pop philosophie » devient dès lors synonyme d’un intérêt renouvelé des intellectuels pour les produits culturels populaires, intérêt illustré entre autres par la publication des Écrivains en séries chez Léo Scheer, recueils de nouvelles et de témoignages de gens de lettres sur leur culture télévisuelle.
Il faut alors remarquer deux différences avec la « pop’philosophie » dont rêvait Deleuze. D’une part, le succès médiatique et populaire des livres de la nouvelle « pop philosophie » n’a aucune commune mesure avec celui de L'Anti-Œdipe. D’autre part, leur présentation est souvent sophistiquée, suivant des codes proches de l’art contemporain, et nourrie de clins d’œil pour initiés. Il ne s’agit donc plus de destiner à un lectorat non spécialiste des ouvrages philosophiques, mais d’offrir à un public averti en termes de théorie, des ouvrages consacrés à des objets tout venant, non spécialisés, qui se trouvent par là même haussé au rang de critère de distinction parmi l’élite, selon un processus paradoxal mais fréquent.